# Montsalvy
Montsalvy est une commune française, située dans le département du Cantal en région Auvergne-Rhône-Alpes.
La commune comportant un bourg médiéval remarquable, elle fait partie depuis 2014 des Petites Cités de Caractère.

## Géographie

### Climat
Pour des articles plus généraux, voir Climat d'Auvergne-Rhône-Alpes et Climat du Cantal.
En 2010, le climat de la commune est de type climat de montagne, selon une étude du CNRS s'appuyant sur une série de données couvrant la période 1971-2000. En 2020, Météo-France publie une typologie des climats de la France métropolitaine dans laquelle la commune est exposée à un climat de montagne ou de marges de montagne et est dans une zone de transition entre les régions climatiques « Ouest et nord-ouest du Massif Central » et « Sud-est du Massif Central ». 
Pour la période 1971-2000, la température annuelle moyenne est de 9,3 °C, avec une amplitude thermique annuelle de 15,4 °C. Le cumul annuel moyen de précipitations est de 1 188 mm, avec 12,8 jours de précipitations en janvier et 7,3 jours en juillet. Pour la période 1991-2020, la température moyenne annuelle observée sur la station météorologique de Météo-France la plus proche, sur la commune de Sénezergues à 7 km à vol d'oiseau, est de 12,3 °C et le cumul annuel moyen de précipitations est de 1 137,8 mm,. Pour l'avenir, les paramètres climatiques de la commune estimés pour 2050 selon différents scénarios d'émission de gaz à effet de serre sont consultables sur un site dédié publié par Météo-France en novembre 2022.

## Urbanisme

### Typologie
Au 1er janvier 2024, Montsalvy est catégorisée commune rurale à habitat dispersé, selon la nouvelle grille communale de densité à 7 niveaux définie par l'Insee en 2022.
Elle est située hors unité urbaine. Par ailleurs la commune fait partie de l'aire d'attraction d'Aurillac, dont elle est une commune de la couronne,. Cette aire, qui regroupe 85 communes, est catégorisée dans les aires de 50 000 à moins de 200 000 habitants,.

### Occupation des sols
L'occupation des sols de la commune, telle qu'elle ressort de la base de données européenne d’occupation biophysique des sols Corine Land Cover (CLC), est marquée par l'importance des territoires agricoles (48,8 % en 2018), en augmentation par rapport à 1990 (46,8 %). La répartition détaillée en 2018 est la suivante : 
forêts (46,5 %), zones agricoles hétérogènes (30,2 %), prairies (18,6 %), zones urbanisées (3,3 %), milieux à végétation arbustive et/ou herbacée (1,4 %). L'évolution de l’occupation des sols de la commune et de ses infrastructures peut être observée sur les différentes représentations cartographiques du territoire : la carte de Cassini (XVIIIe siècle), la carte d'état-major (1820-1866) et les cartes ou photos aériennes de l'IGN pour la période actuelle (1950 à aujourd'hui).

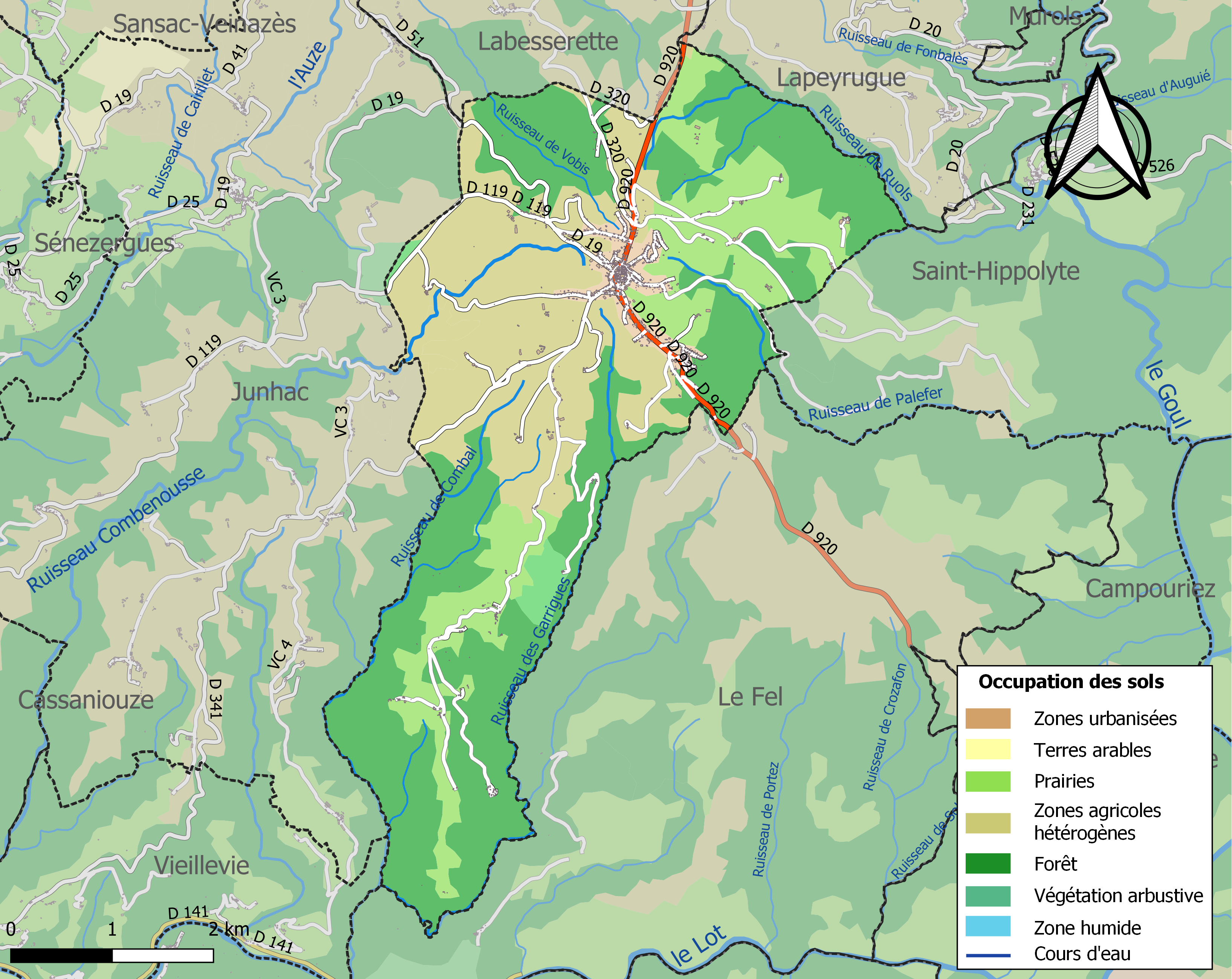
Carte des infrastructures et de l'occupation des sols de la commune en 2018 (CLC).

### Habitat et logement
En 2018, le nombre total de logements dans la commune était de 545, alors qu'il était de 561 en 2013 et de 546 en 2008.
Parmi ces logements, 65,3 % étaient des résidences principales, 21,5 % des résidences secondaires et 13,2 % des logements vacants. Ces logements étaient pour 84,9 % d'entre eux des maisons individuelles et pour 14,9 % des appartements.
Le tableau ci-dessous présente la typologie des logements à Montsalvy en 2018 en comparaison avec celle du Cantal et de la France entière. Une caractéristique marquante du parc de logements est ainsi une proportion de résidences secondaires et logements occasionnels (21,5 %) supérieure à celle du département (20,4 %) et à celle de la France entière (9,7 %). Concernant le statut d'occupation de ces logements, 79,5 % des habitants de la commune sont propriétaires de leur logement (74,8 % en 2013), contre 70,4 % pour le Cantal et 57,5 pour la France entière.
| Typologie                                               | Montsalvy | Cantal | France entière |
| ------------------------------------------------------- | --------- | ------ | -------------- |
| Résidences principales (en %)                           | 65,3      | 67,7   | 82,1           |
| Résidences secondaires et logements occasionnels (en %) | 21,5      | 20,4   | 9,7            |
| Logements vacants (en %)                                | 13,2      | 11,9   | 8,2            |

## Histoire
Montsalvy a été fondée vers 1066 comme monastère avec une sauveté par Bérenger de Millau, époux d'Adèle de Carlat.
L’appartenance historique de Montsalvy au Carladès est à l’origine du lien avec la Principauté de Monaco où sont conservés les actes les plus anciens de la sauveté de Montsalvy. Celui de la fondation, daté de 1066, se retrouve dans Les documents historiques relatifs à la vicomté de Carlat conservés à Monaco. Co-écrite par Gustave Saige, archiviste du palais de Monaco et le Cantalien Édouard de Dienne, étudiant alors l’histoire du Carladès, l’édition est financée par le prince Albert 1er de Monaco en 1900. On y apprend que Montsalvy y est fondé grâce à une donation de Béranger vicomte de Carlat au moine Gausbert. Il construit un monastère et un des premiers hospices de Haute-Auvergne. Le château de Mandulphe propriété de la vicomté de Carlat, mentionné dans la charte, lui doit protection.
Au XVIIe siècle, profitant du souhait du prince de Monaco de se débarrasser de la tutelle espagnole, Louis XIII le prend sous sa protection en 1641 par le traité de Péronne. Pour compenser la confiscation de ses biens espagnols, il lui fait donation de la vicomté de Carlat composée d’une centaine de paroisses. Désormais les princes de Monaco nomment à la place du roi de France le prévôt en charge du monastère de Montsalvy. À la Révolution française, avec l’abolition des privilèges, Honoré III de Monaco perd ses droits sur le Carladès.
Ancienne "capitale" du pays du Veinazès, elle a longtemps été le chef lieu du canton de Montsalvy. Elle fait partie depuis 2014 du canton d'Arpajon-sur-Cère et en constitue la deuxième plus grande commune de par sa population.

## Politique et administration

### Liste des maires
| Période                                  | Période       | Identité                  | Étiquette   | Qualité            |
| ---------------------------------------- | ------------- | ------------------------- | ----------- | ------------------ |
| Les données manquantes sont à compléter. |               |                           |             |                    |
| > 1906                                   | ??            | Albert Delmas             |             |                    |
| Les données manquantes sont à compléter. |               |                           |             |                    |
| 1908                                     | février 1921  | Gabriel Picou             | Républicain |                    |
| février 1921                             | octobre 1925  | Justin Rigal              | Radical     |                    |
| octobre 1925                             | octobre 1944  | Jean Vinial               | DVD         |                    |
| octobre 1944                             | 1946          | Alphonse Picou            |             |                    |
| novembre 1946                            | mai 1965      | Paul Combourieu           |             |                    |
| mai 1965                                 | mai 1979      | Paul Garrouste            | DVG         |                    |
| mai 1979                                 | décembre 1987 | Guy Descoeur              | RPR         | Conseiller général |
| janvier 1988                             | mars 1989     | Raymonde Gaston-Crantelle | DVD         |                    |
| mars 1989                                | avril 2001    | Vincent Descoeur          | RPR         | Conseiller général |
| avril 2001                               | mars 2008     | Chantal Malvezin          | DVD         |                    |
| mars 2008                                | mai 2020      | Michel Puech              | LR          | Retraité           |
| mai 2020                                 | en cours      | Isabelle Lemaire          | DVD         | Sans profession    |

### Jumelages
- Capian (France)

## Démographie

### Évolution démographique
L'évolution du nombre d'habitants est connue à travers les recensements de la population effectués dans la commune depuis 1793. Pour les communes de moins de 10 000 habitants, une enquête de recensement portant sur toute la population est réalisée tous les cinq ans, les populations de référence des années intermédiaires étant quant à elles estimées par interpolation ou extrapolation. Pour la commune, le premier recensement exhaustif entrant dans le cadre du nouveau dispositif a été réalisé en 2007.

En 2022, la commune comptait 832 habitants, en évolution de −0,83 % par rapport à 2016 (Cantal : −1,08 %, France hors Mayotte : +2,11 %).
| 1793 | 1800 | 1806 | 1821 | 1831  | 1836  | 1841  | 1846  | 1851  |
| ---- | ---- | ---- | ---- | ----- | ----- | ----- | ----- | ----- |
| 761  | 678  | 844  | 839  | 1 172 | 1 130 | 1 104 | 1 076 | 1 181 |

| 1856  | 1861  | 1866  | 1872  | 1876  | 1881  | 1886  | 1891  | 1896 |
| ----- | ----- | ----- | ----- | ----- | ----- | ----- | ----- | ---- |
| 1 137 | 1 117 | 1 063 | 1 029 | 1 022 | 1 058 | 1 023 | 1 052 | 993  |

| 1901  | 1906 | 1911  | 1921 | 1926 | 1931 | 1936 | 1946 | 1954 |
| ----- | ---- | ----- | ---- | ---- | ---- | ---- | ---- | ---- |
| 1 004 | 927  | 1 000 | 939  | 895  | 873  | 820  | 856  | 793  |

| 1962 | 1968 | 1975  | 1982 | 1990 | 1999 | 2006 | 2007 | 2012 |
| ---- | ---- | ----- | ---- | ---- | ---- | ---- | ---- | ---- |
| 821  | 947  | 1 100 | 927  | 970  | 896  | 892  | 890  | 877  |

| 2017 | 2022 | - | - | - | - | - | - | - |
| ---- | ---- | - | - | - | - | - | - | - |
| 817  | 832  | - | - | - | - | - | - | - |

### Pyramide des âges
La population de la commune est relativement âgée. En 2020, le taux de personnes d'un âge inférieur à 30 ans s'élève à 18,7 %, soit un taux inférieur à la moyenne départementale (26,7 %). À l'inverse, le taux de personnes d'un âge supérieur à 60 ans (49,3 %) est supérieur au taux départemental (36,3 %).
En 2020, la commune comptait 369 hommes pour 443 femmes, soit un taux de 54,56 % de femmes, supérieur au taux départemental (51,16 %).
Les pyramides des âges de la commune et du département s'établissent comme suit :
| Hommes | Classe d’âge | Femmes |
| ------ | ------------ | ------ |
| 3,3    | 90 ou +      | 9,1    |
| 18,5   | 75-89 ans    | 27,4   |
| 21     | 60-74 ans    | 18,2   |
| 23,4   | 45-59 ans    | 16,8   |
| 13,3   | 30-44 ans    | 11,3   |
| 10,8   | 15-29 ans    | 5,5    |
| 9,7    | 0-14 ans     | 11,8   |

| Hommes | Classe d’âge | Femmes |
| ------ | ------------ | ------ |
| 1,2    | 90 ou +      | 3,1    |
| 10,1   | 75-89 ans    | 13,5   |
| 22,9   | 60-74 ans    | 22,6   |
| 21,8   | 45-59 ans    | 20,5   |
| 16,1   | 30-44 ans    | 15,2   |
| 13,8   | 15-29 ans    | 11,9   |
| 14,2   | 0-14 ans     | 13,3   |

## Culture locale et patrimoine

### Lieux et monuments

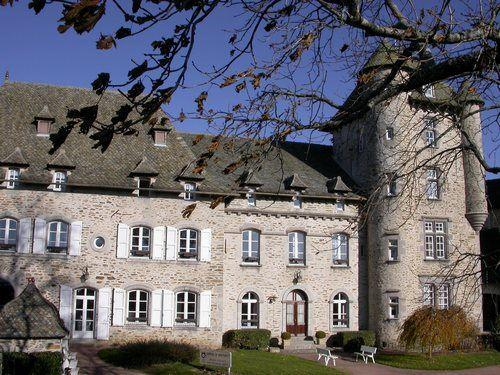
Le château de Montsalvy.

- Le puy de l'Arbre, site de l'ancien château de Mandulphe.

Remarquable belvédère naturel, le Puy de l’Arbre surplombe le village de Montsalvy. Des monts du Cantal à l’Aubrac, des contreforts des Cévennes au Rouergue, du Quercy aux collines du Limousin, un vaste panorama circulaire s’offre au promeneur. Cet emplacement stratégique conserve de nombreuses parts d’ombres. 
Propriété de l’abbaye Saint Géraud d’Aurillac, la contrée est cédée aux vicomtes du Carladès, peu avant l’an Mil. Ceux-ci, pour en assurer la maîtrise, y élevèrent une motte castrale dite « château de Mandulphe ». Ce point culminant permettait non seulement la surveillance de toute la région, mais également le contrôle de l’ancienne route, attestée au XIIIe siècle, passant par Montsalvy et reliant le Midi aux estives des monts du Cantal. Le château de Mandulphe, une des plus anciennes forteresses de la région, fut élevé à la fin du Haut Moyen-Âge. Mentionné au XIe siècle dans la charte de fondation de Montsalvy, son origine pourrait remonter au IXe siècle.
Cette forteresse est atypique pour la région par son nom d’origine germanique et par sa conception exceptionnelle pour le Carladès. Reste la motte féodale de type cratériforme encore bien visible aujourd’hui, entourée d’un fossé en partie comblé et incluse dans une autre enceinte délimitant une basse-cour par un rempart d’une hauteur restante de deux mètres. Le château de Mandulphe aurait été rasé en 1477 sur ordre du Roi Louis XI en conflit avec Jacques d’Armagnac, vicomte de Carlat.
En 1790, la Constituante décide l’unification des différentes mesures et charge deux astronomes, Méchain et Delambre, de mesurer l’arc du méridien entre Dunkerque et Barcelone. Delambre est en charge de la mesure entre Dunkerque et Rodez. Muni d’un cercle répétiteur de Borda, il est pris pour un sorcier. Afin de poursuivre sa mission, Delambre demande des lettres d’accréditation à l’administration. Pendant l’été 1797, il stationne quatre jours à Montsalvy et fait le choix du Puech de l’Arbre comme signal de triangulation. Relié à ceux du Puy Violent, de la Bastide du Haut Mont, de Rieupeyroux et de Rodez, il mesure la longueur de la Méridienne de France. Celle-ci lui permet de définir le mètre qui est la dix millionième partie du quart du méridien terrestre. Ce mètre étalon, faut-il le rappeler, appartient « à tous les hommes, à tous les temps ».
Pendant la Révolution, un frêne est planté dans le village comme Arbre de la Liberté. Vers 1850, il est transplanté au centre de la butte du Puy de l’Arbre tandis que d’autres arbres bordent la première enceinte. En 1875, un Montsalvyen transforme le site historique tel qu’on le connaît aujourd’hui pour aménager, encouragé par la municipalité, un lieu de promenade. Depuis 1972, le Puy de l’Arbre est inscrit à l’inventaire des sites classés et protégés.
- La chapelle du Reclus, dédiée à Marie-Madeleine, sur la route d'Entraygues
- L'ancienne abbaye Notre-Dame de l'Assomption : son église et son Christ juponné ; son cloître ; sa salle capitulaire (salle du trésor d'art cultuel cantonal) ; son réfectoire des moines.
- L'ancien château prieural, devenu une maison de retraite, après avoir appartenu à Justin Delmas.
- La croix Sainte-Anne.
- La croix du Cambon.
- Les porches Nord et Sud ou portes de Montsalvy, vestiges des fortifications du bourg.

### Personnalités liées à la commune
- Pierre Benoit (1886-1962), Académicien français, situant l'action de son roman "Montsalvat" au sein de la commune.
- Juliette Benzoni (1920-2016), romancière best-seller, Prix Alexandre Dumas 1973, Chevalier de l'Ordre national du Mérite (1998) a choisi Montsalvy pour sa série "Catherine de Montsalvy", vendue dans le monde entier.
- Marcellin Boule (1861-1942), paléontologue.
- Justin Delmas (1796-1876), préfet de Toulouse, secrétaire général du ministère de l'Intérieur.
- François Martin (1867-1913), prêtre et assyriologue, né à Montsalvy.
- Jacques Mazoyer (tir sportif) (1910-2003), tireur sportif, y est mort.

### Manifestations culturelles et sportives
- La fête patronale, se tenant chaque année, durant un weekend de 3 jours, autour du 15 Août.
- La fête des paniers, se tenant chaque année, le dernier dimanche de juillet, depuis 1995.
- La ronde de la Châtaigneraie, courses à pied et à vélo, se tenant chaque année, depuis 1988.
- Le printemps des arts, exposition artistique, se tenant chaque année, depuis 1998.

### Héraldique
| Blason de Montsalvy | Blason  | D'argent à cinq roses de jardin d'or tigées et feuillées de sinople mouvant en bouquet d'un tourteau de gueules chargé d'une croix aussi d'or |
| Blason de Montsalvy | Détails | Officiel (site de la mairie, 2020) |